# تاکاشی آمانو
تاکاشی آمانو (انگلیسی: Takashi Amano؛ زادهٔ ۱۳ آوریل ۱۹۸۶) یک بازیکن فوتبال اهل ژاپن است.
از باشگاه‌هایی که در آن بازی کرده‌است می‌توان به باشگاه فوتبال یوکوهاما مارینوس، باشگاه فوتبال جف یونایتد ایچیهارا چیبا، باشگاه فوتبال آلبیرکس نیگاتا، و باشگاه فوتبال یوکوهاما مارینوس اشاره کرد.